# Australia Cup 2022
Der Australia Cup 2022 war die erste Austragung des australischen Fußball-Pokalwettbewerbs der Männer unter diesem Namen und die achte insgesamt. Die Saison begann am 21. Juli und endete am 1. Oktober 2022 mit dem Finale. Titelverteidiger war Melbourne Victory. Insgesamt nahmen 750 Fußballmannschaften an dem Wettbewerb teil. 32 Mannschaften erreichten die erste Hauptrunde, darunter zehn der zwölf Klubs der A-League Men 2021/22 sowie 22 unterklassige Klubs, die sich in den regionalen Qualifikationsrunden durchsetzten.
Sieger wurde zum ersten Mal der Macarthur FC mit einem 2:0-Finalsieg gegen Sydney United. Mit Sydney United erreicht erstmals ein Zweitligist das Pokalfinale. Torschützenkönig wurde der Australier Al Hassan Touré vom Macarthur FC mit fünf Toren.

## Teilnehmer
In den verschiedenen regionalen Qualifikationsrunden traten mehrere hundert Mannschaften an, um sich für einen von 22 zu vergebenden Hauptrundenplätze zu qualifizieren. Die besten acht Teams der A-League Men 2021/22 waren für die Hauptrunde gesetzt. Zwei weitere Plätze wurden durch Play-off-Spiele zwischen den verbleibenden vier A-League-Mannschaften ermittelt.
Alle neun Regionalverbände des australischen Fußballverbandes trugen Qualifikationsrunden aus. Die Verteilung der Qualifikationsplätze pro Regionalverband veränderte sich im Vergleich zur Vorsaison erneut leicht. Victoria erhielt fünf, New South Wales und Queensland je vier, Northern New South Wales, South Australia und Western Australia je zwei, das Australian Capital Territory, das Northern Territory und Tasmania je einen Platz.
| A-League Men die besten 8 Vereine der Saison 2021/22 | A-League Men die besten 8 Vereine der Saison 2021/22 | A-League Play-off-Sieger |
| Adelaide United Central Coast Mariners Macarthur FC Melbourne City FC | Melbourne Victory (TV) Sydney FC Wellington Phoenix Western United | Brisbane Roar Newcastle United Jets |
| Sieger der Qualifikationsrunden 22 Sieger der 9 Landesverbände der FFA | | |
| - Australian Capital Territory Monaro Panthers (II) - New South Wales Bonnyrigg White Eagles (III) North West Sydney Spirit (III) Sydney United (II) Wollongong United (VI) - Northern New South Wales Broadmeadow Magic (II) Newcastle Olympic (II) | - Northern Territory Mindil Aces (II) - Queensland Brisbane City FC (II) Logan Lightning (II) Magpies Crusaders United (III) Peninsula Power (II) - South Australia Adelaide City (II) Modbury Jets (III) | - Tasmania Devonport City FC (II) - Victoria Avondale FC (II) Bentleigh Greens SC (II) Green Gully SC (II) Heidelberg United (II) Oakleigh Cannons FC (II) - Western Australia Armadale SC (II) Cockburn City SC (II) |

## Erste Hauptrunde
Die Begegnungen der ersten Hauptrunde wurden am 29. Juni 2022 ausgelost. In der Klammer ist die jeweilige Ligaebene angegeben, in der der Verein in der Saison 2020/21 spielte.
| Datum                 |                                | Ergebnis                         |                                |
| --------------------- | ------------------------------ | -------------------------------- | ------------------------------ |
| 21.07.2022, 19:30 Uhr | Bentleigh Greens SC (II)       | 2:1 n. V. (1:1, 1:1)             | Broadmeadow Magic (II)         |
| 21.07.2022, 19:30 Uhr | Bonnyrigg White Eagles (III)   | 0:5 (0:1)                        | Oakleigh Cannons FC (II)       |
| 21.07.2022, 19:30 Uhr | Mindil Aces (II)               | 0:6 (0:2)                        | Avondale FC (II)               |
| 21.07.2022, 20:30 Uhr | Armadale SC (II)               | 2:5 (1:4)                        | Modbury Jets (III)             |
| 27.07.2022, 19:30 Uhr | Heidelberg United (II)         | 1:3 (0:1)                        | Brisbane Roar (I)              |
| 27.07.2022, 19:30 Uhr | Brisbane City FC (II)          | 3:1 (0:1)                        | Cockburn City FC (II)          |
| 27.07.2022, 19:30 Uhr | Adelaide City (II)             | 1:0 (1:0)                        | Logan Lightning (II)           |
| 27.07.2022, 19:30 Uhr | Wollongong United (VI)         | 2:3 (1:1)                        | Green Gully SC (II)            |
| 30.07.2022, 17:30 Uhr | Magpies Crusaders United (III) | 0:6 (0:1)                        | Macarthur FC (I)               |
| 30.07.2022, 19:30 Uhr | Newcastle United Jets (I)      | 0:2 (0:1)                        | Adelaide United (I)            |
| 31.07.2022, 16:00 Uhr | Sydney FC (I)                  | 3:3 n. V. (3:3, 2:1) (3:1 i. E.) | Central Coast Mariners (I)     |
| 02.08.2022, 19:30 Uhr | Newcastle Olympic (II)         | 0:1 (0:1)                        | Melbourne City FC (I)          |
| 03.08.2022, 19:30 Uhr | Peninsula Power (II)           | 4:1 (2:1)                        | North West Sydney Spirit (III) |
| 03.08.2022, 19:30 Uhr | Devonport City FC (II)         | 0:4 (0:1)                        | Wellington Phoenix (I)         |
| 03.08.2022, 19:30 Uhr | Sydney United (II)             | 3:0 (1:0)                        | Monaro Panthers (II)           |
| 03.08.2022, 19:30 Uhr | Western United (I)             | 2:1 (1:0)                        | Melbourne Victory (I)          |

## Zweite Hauptrunde
Die Begegnungen der zweiten Hauptrunde wurden am 3. August 2022 ausgelost. In der Klammer ist die jeweilige Ligaebene angegeben, in der der Verein in der Saison 2020/21 spielte.
| Datum                 |                          | Ergebnis                         |                        |
| --------------------- | ------------------------ | -------------------------------- | ---------------------- |
| 10.08.2022, 19:30 Uhr | Modbury Jets (III)       | 0:4 (0:2)                        | Macarthur FC (I)       |
| 10.08.2022, 19:30 Uhr | Bentleigh Greens SC (II) | 1:2 (0:1)                        | Sydney FC (I)          |
| 14.08.2022, 14:00 Uhr | Sydney United (II)       | 1:1 n. V. (1:1, 0:1) (4:3 i. E.) | Western United (I)     |
| 14.08.2022, 16:00 Uhr | Peninsula Power (II)     | 2:1 (0:0)                        | Green Gully SC (II)    |
| 17.08.2022, 19:30 Uhr | Adelaide City (II)       | 2:2 n. V. (1:1, 0:1) (1:4 i. E.) | Adelaide United (I)    |
| 17.08.2022, 19:30 Uhr | Melbourne City FC (I)    | 1:2 (0:2)                        | Wellington Phoenix (I) |
| 17.08.2022, 19:30 Uhr | Oakleigh Cannons FC (II) | 5:3 n. V. (3:3, 2:1)             | Brisbane City FC (II)  |
| 17.08.2022, 19:30 Uhr | Avondale FC (II)         | 2:2 n. V. (1:1, 0:0) (1:4 i. E.) | Brisbane Roar (I)      |

## Viertelfinale
Die Begegnungen des Viertelfinales wurden am 17. August 2022 ausgelost. In der Klammer ist die jeweilige Ligaebene angegeben, in der der Verein in der Saison 2020/21 spielte.
| Datum                 |                          | Ergebnis  |                        |
| --------------------- | ------------------------ | --------- | ---------------------- |
| 28.08.2022, 15:00 Uhr | Peninsula Power (II)     | 0:1 (0:1) | Sydney United (II)     |
| 31.08.2022, 19:30 Uhr | Oakleigh Cannons FC (II) | 2:1 (2:0) | Sydney FC (I)          |
| 31.08.2022, 19:30 Uhr | Adelaide United (I)      | 1:2 (1:2) | Brisbane Roar (I)      |
| 31.08.2022, 19:30 Uhr | Macarthur FC (I)         | 2:0 (1:0) | Wellington Phoenix (I) |

## Halbfinale
Die Begegnungen des Halbfinales wurden am 31. August 2022 ausgelost. In der Klammer ist die jeweilige Ligaebene angegeben, in der der Verein in der Saison 2020/21 spielte.
| Datum                 |                          | Ergebnis             |                   |
| --------------------- | ------------------------ | -------------------- | ----------------- |
| 11.09.2022, 14:00 Uhr | Sydney United (II)       | 3:2 n. V. (2:2, 1:1) | Brisbane Roar (I) |
| 14.09.2022, 19:30 Uhr | Oakleigh Cannons FC (II) | 2:5 (1:2)            | Macarthur FC (I)  |

## Finale
| Sydney United                                                           | Sydney United | Macarthur FC | Macarthur FC |
| ----------------------------------------------------------------------- | --- | --- | ------------ |
| Sydney United                                                           | \| Finale \| \| 1. Oktober 2022 um 20:00 Uhr (:00 Uhr MEZ) in Sydney (CommBank Stadium) \| \| Ergebnis: 0:2 (0:1) \| \| Zuschauer: 14.461 \| \| Schiedsrichter: Daniel Elder \| | \| Finale \| \| 1. Oktober 2022 um 20:00 Uhr (:00 Uhr MEZ) in Sydney (CommBank Stadium) \| \| Ergebnis: 0:2 (0:1) \| \| Zuschauer: 14.461 \| \| Schiedsrichter: Daniel Elder \| | Macarthur FC |
| Sydney United                                                           | Danijel Nižić – Yianni Fragogiannis (74. Cristian Gonzalez), Yianni Perkatis, Adrian Vlastelica , Matthew Bilic – Andrea Agamemnonos (55. Glen Trifiro), Anthony Tomelic, Tariq Maia (65. Patrick Antelmi) – Jordan Roberts, Chris Payne, Taisei Kaneko (74. Kyle Cimenti) Cheftrainer: Miro Vlastelica | Filip Kurto – Jake McGing, Tomislav Uskok, Jonathan Aspropotamitis, Ivan Vujica, Daniel De Silva, Kearyn Baccus (79. Jerry Skotadis), Al Hassan Touré, Ulises Dávila , Daniel Arzani (74. Craig Noone), Lachlan Rose (79. Anthony Carter) Cheftrainer: Dwight Yorke ( Trinidad und Tobago) | Macarthur FC |
| Sydney United                                                           | 0:1 Touré (32., Foulelfmeter) 0:2 Dávila (90., Foulelfmeter) | | Macarthur FC |
| Sydney United                                                           | Tomelic (50.), Roberts (90.+2') | | Macarthur FC |
| Finale                                                                  | | |              |
| 1. Oktober 2022 um 20:00 Uhr (:00 Uhr MEZ) in Sydney (CommBank Stadium) | | |              |
| Ergebnis: 0:2 (0:1)                                                     | | |              |
| Zuschauer: 14.461                                                       | | |              |
| Schiedsrichter: Daniel Elder                                            | | |              |

## Torschützenliste
Nachfolgend sind die besten Torschützen der Pokalsaison (ohne Qualifikation) aufgeführt. Bei gleicher Anzahl an Toren sind die Spieler alphabetisch sortiert.
| Rang | Spieler         | Verein              | Tore |
| ---- | --------------- | ------------------- | ---- |
| 1    | Al Hassan Touré | Macarthur FC        | 5    |
| 2    | Liam Boland     | Avondale FC         | 4    |
|      | Joe Guest       | Oakleigh Cannons FC | 4    |
| 4    | Daniel Arzani   | Macarthur FC        | 3    |
|      | Ulises Dávila   | Macarthur FC        | 3    |
|      | Wade Dekker     | Oakleigh Cannons FC | 3    |
|      | Yuta Hirayama   | Brisbane City FC    | 3    |
|      | Lachlan Rose    | Macarthur FC        | 3    |
|      | Ben Waine       | Wellington Phoenix  | 3    |